# Liste der Kulturdenkmale in Seedorf (Kreis Segeberg)
In der Liste der Kulturdenkmale in Seedorf sind alle Kulturdenkmale der schleswig-holsteinischen Gemeinde Seedorf (Kreis Segeberg) und ihrer Ortsteile aufgelistet (Stand: 14. April 2025).

## Legende
In den Spalten befinden sich folgende Informationen:
- Objekt-ID: die Nummer des Kulturdenkmales
- Lage: die Adresse des Kulturdenkmales und die geographischen Koordinaten. Kartenansicht, um Koordinaten zu setzen. In der Kartenansicht sind Kulturdenkmale ohne Koordinaten mit einem roten Marker dargestellt und können in der Karte gesetzt werden. Kulturdenkmale ohne Bild sind mit einem blauen Marker gekennzeichnet, Kulturdenkmale mit Bild mit einem grünen Marker.
- Offizielle Bezeichnung: Bezeichnung des Kulturdenkmales
- Beschreibung: die Beschreibung des Kulturdenkmales
- Bild: ein Bild des Kulturdenkmales

## Sachgesamtheiten
| Objekt-ID      | Lage                                                             | Offizielle Bezeichnung | Beschreibung | Bild |
| -------------- | ---------------------------------------------------------------- | ---------------------- | --- | --- |
| 41010 Wikidata | Ortsteil Schlamersdorf Kirchstraße (54° 2′ 24″ N, 10° 23′ 26″ O) | Kirche Schlamersdorf   | Aktualisierung vorgesehen - Begründung: geschichtlich, künstlerisch, städtebaulich, Kulturlandschaft prägend - Schutzumfang: Kirche, Kirchhof, Grabmale bis 1870, Feldsteinböschungsmauer, Lindenkranz um Kirchhofserweiterung | [[Vorlage:Bilderwunsch/code!/O:Kirche Schlamersdorf!/C:54.03989,10.39067!/D:Ortsteil Schlamersdorf Kirchstraße, Kirche Schlamersdorf!/\|BW]] |

## Bauliche Anlagen
| Objekt-ID      | Lage                                                              | Offizielle Bezeichnung                    | Beschreibung | Bild |
| -------------- | ----------------------------------------------------------------- | ----------------------------------------- | --- | --- |
| 6465 Wikidata  | Ortsteil Schlamersdorf Kirchstraße (54° 2′ 24″ N, 10° 23′ 26″ O)  | Kirche                                    | Alteintragung (Aktualisierung vorgesehen) - Begründung: geschichtlich, künstlerisch, städtebaulich - Schutzumfang: gesamtes Objekt - Denkmaltyp: Bauliche Anlage, Sachgesamtheit: Kirche Schlamersdorf | [[Vorlage:Bilderwunsch/code!/O:Kirche!/C:54.03989,10.39067!/D:Ortsteil Schlamersdorf Kirchstraße, Kirche!/\|BW]]                                                                         |
| 1239 Wikidata  | Ortsteil Seedorf Am Burggraben 6 (54° 3′ 3″ N, 10° 24′ 32″ O)     | Gut Seedorf: Torhaus                      | Das Torhaus wurde 1583 im Stil der niederländischen Spätrenaissance als Bestandteil der Befestigungsanlage des Gut Seedorf erbaut. Alteintragung (Aktualisierung vorgesehen) - Begründung: Alteintragung (Aktualisierung vorgesehen) - Schutzumfang: Alteintragung (Aktualisierung vorgesehen) - Denkmaltyp: Bauliche Anlage                                                                              | Fotos hochladen |
| 8543 Wikidata  | Ortsteil Seedorf Am Burggraben 8 (54° 3′ 3″ N, 10° 24′ 31″ O)     | Gut Seedorf: Wohnhaus westl. Torhaus      | Alteintragung (Aktualisierung vorgesehen) - Begründung: Alteintragung (Aktualisierung vorgesehen) - Schutzumfang: Alteintragung (Aktualisierung vorgesehen) - Denkmaltyp: Bauliche Anlage | [[Vorlage:Bilderwunsch/code!/O:Gut Seedorf: Wohnhaus westl. Torhaus!/C:54.050841,10.408718!/D:Ortsteil Seedorf Am Burggraben 8, Gut Seedorf: Wohnhaus westl. Torhaus!/\|BW]]             |
| 8544 Wikidata  | Ortsteil Seedorf Am Burggraben 10/12 (54° 3′ 5″ N, 10° 24′ 30″ O) | Gut Seedorf: Wohn- und Wirtschaftsgebäude | Alteintragung (Aktualisierung vorgesehen) - Begründung: Alteintragung (Aktualisierung vorgesehen) - Schutzumfang: Alteintragung (Aktualisierung vorgesehen) - Denkmaltyp: Bauliche Anlage | [[Vorlage:Bilderwunsch/code!/O:Gut Seedorf: Wohn- und Wirtschaftsgebäude!/C:54.051412,10.4082!/D:Ortsteil Seedorf Am Burggraben 10/12, Gut Seedorf: Wohn- und Wirtschaftsgebäude!/\|BW]] |
| 8545 Wikidata  | Ortsteil Seedorf Am Burggraben 10 (54° 3′ 4″ N, 10° 24′ 29″ O)    | Gut Seedorf: Fachwerkgebäude              | Alteintragung (Aktualisierung vorgesehen) - Begründung: Alteintragung (Aktualisierung vorgesehen) - Schutzumfang: Alteintragung (Aktualisierung vorgesehen) - Denkmaltyp: Bauliche Anlage | [[Vorlage:Bilderwunsch/code!/O:Gut Seedorf: Fachwerkgebäude!/C:54.051003,10.40815!/D:Ortsteil Seedorf Am Burggraben 10, Gut Seedorf: Fachwerkgebäude!/\|BW]]                             |
| 1238 Wikidata  | Ortsteil Seedorf Am Burggraben 14 (54° 3′ 9″ N, 10° 24′ 29″ O)    | Gut Seedorf: Orangerie                    | Alteintragung (Aktualisierung vorgesehen) - Begründung: Alteintragung (Aktualisierung vorgesehen) - Schutzumfang: Alteintragung (Aktualisierung vorgesehen) - Denkmaltyp: Bauliche Anlage | [[Vorlage:Bilderwunsch/code!/O:Gut Seedorf: Orangerie!/C:54.052478,10.40793!/D:Ortsteil Seedorf Am Burggraben 14, Gut Seedorf: Orangerie!/\|BW]]                                         |
| 1237 Wikidata  | Ortsteil Seedorf Am Burggraben 16 (54° 3′ 7″ N, 10° 24′ 31″ O)    | Gut Seedorf: Herrenhaus                   | Alteintragung (Aktualisierung vorgesehen) - Begründung: Alteintragung (Aktualisierung vorgesehen) - Schutzumfang: Alteintragung (Aktualisierung vorgesehen) - Denkmaltyp: Bauliche Anlage | [[Vorlage:Bilderwunsch/code!/O:Gut Seedorf: Herrenhaus!/C:54.051989,10.408656!/D:Ortsteil Seedorf Am Burggraben 16, Gut Seedorf: Herrenhaus!/\|BW]]                                      |
| 29658 Wikidata | Ortsteil Seedorf Am Burggraben 26 (54° 3′ 7″ N, 10° 24′ 38″ O)    | Gut Seedorf: ehem. Kuhhaus                | ehem. Kuhhaus; 1910; zum Gut Seedorf gehöriger, stattlicher Backsteinbau auf rechteckigem Grundriss, Satteldach, zeittypische Backsteingliederungselemente, Öffnungen mit Segmentbögen, an Südgiebel seitliche Einfahrt und große rundbogige Speicherluke, innen Beton-Unterzugsystem - Begründung: geschichtlich, Kulturlandschaft prägend - Schutzumfang: gesamtes Objekt - Denkmaltyp: Bauliche Anlage | [[Vorlage:Bilderwunsch/code!/O:Gut Seedorf: ehem. Kuhhaus!/C:54.051869,10.410505!/D:Ortsteil Seedorf Am Burggraben 26, Gut Seedorf: ehem. Kuhhaus!/\|BW]]                                |
| 11268          | Berliner Straße 36 (54° 2′ 23″ N, 10° 24′ 4″ O)                   | ehem. Polizeistation                      | ehem. Polizeistation; 1929; eingeschossiger, traufständiger Backsteinbau unter reetgedecktem Halbwalmdach, Traufe über dem Eingang fledermausbogenförmig erhöht - Begründung: geschichtlich, städtebaulich - Schutzumfang: gesamtes Objekt - Denkmaltyp: Bauliche Anlage | BW |
| 13453          | Hohlegruft 6 (54° 1′ 11″ N, 10° 23′ 41″ O)                        | ehem. Forsthaus                           | ehem. Forsthaus; um 1880–85; zweigeschossiger, traufständiger Backsteinbau unter Satteldach, Ecklisenen, abgetreppte Ortganggesimse - Begründung: geschichtlich, Kulturlandschaft prägend - Schutzumfang: gesamtes Objekt - Denkmaltyp: Bauliche Anlage | BW |
| 2710           | Papiermühle 1 (54° 4′ 38″ N, 10° 22′ 0″ O)                        | Wohnhaus der ehem. Papiermühle            | Wohnhaus der ehem. Papiermühle; 1855; eingeschossiger Backsteinbau unter pfannengedecktem Halbwalmdach, mittiges Zwerchhaus - Begründung: geschichtlich, Kulturlandschaft prägend - Schutzumfang: gesamtes Objekt - Denkmaltyp: Bauliche Anlage | BW |
| 26610          | Papiermühle (54° 4′ 38″ N, 10° 22′ 2″ O)                          | Brücke mit Mühlenwehr                     | Brücke mit Mühlenwehr; 18. Jh.; Steinbrücke mit zwei Wehren über Tensfelder Au im Osten sowie über schmalen Kanal, Balustrade mit Balustern und eckigen Pfeilern, Zufahrt zum Wohnhaus der ehem. Papiermühle - Begründung: geschichtlich, technisch, Kulturlandschaft prägend - Schutzumfang: gesamtes Objekt - Denkmaltyp: Bauliche Anlage                                                               | BW |

## Gründenkmale
| Objekt-ID      | Lage                                                               | Offizielle Bezeichnung                 | Beschreibung | Bild |
| -------------- | ------------------------------------------------------------------ | -------------------------------------- | --- | --- |
| 19893 Wikidata | Ortsteil Seedorf Am Burggraben (54° 3′ 1″ N, 10° 24′ 33″ O)        | Gut Seedorf: Zufahrtsallee zum Torhaus | Alteintragung (Aktualisierung vorgesehen) - Begründung: geschichtlich, Kulturlandschaft prägend - Schutzumfang: gesamtes Objekt - Denkmaltyp: Gründenkmal | [[Vorlage:Bilderwunsch/code!/O:Gut Seedorf: Zufahrtsallee zum Torhaus!/C:54.050308,10.409031!/D:Ortsteil Seedorf Am Burggraben, Gut Seedorf: Zufahrtsallee zum Torhaus!/\|BW]] |
| 20857 Wikidata | Ortsteil Schlamersdorf Am Markt (54° 2′ 20″ N, 10° 23′ 35″ O)      | Dorfanger                              | Dorfanger Schlamersdorf; auf das späte Mittelalter zurückgehende dreieckige Platzanlage mit umgebendem Kranz aus Rosskastanien, im Zentrum eine schleswig-holsteinische Doppeleiche - Begründung: geschichtlich, städtebaulich, Kulturlandschaft prägend - Schutzumfang: Dorfanger, Doppeleiche, Rosskastanienkranz - Denkmaltyp: Gründenkmal | Fotos hochladen |
| 24728 Wikidata | Ortsteil Seedorf Am Seedorfer See (54° 3′ 0″ N, 10° 24′ 45″ O)     | Gut Seedorf: Dorfallee                 | Alteintragung (Aktualisierung vorgesehen) - Begründung: geschichtlich, Kulturlandschaft prägend - Schutzumfang: gesamtes Objekt - Denkmaltyp: Gründenkmal | [[Vorlage:Bilderwunsch/code!/O:Gut Seedorf: Dorfallee!/C:54.049901,10.412515!/D:Ortsteil Seedorf Am Seedorfer See, Gut Seedorf: Dorfallee!/\|BW]]                              |
| 24729 Wikidata | Ortsteil Seedorf Am Thiergarten (54° 2′ 59″ N, 10° 24′ 17″ O)      | Gut Seedorf: Hornsdorfer Allee         | Alteintragung (Aktualisierung vorgesehen) - Begründung: geschichtlich, wissenschaftlich, Kulturlandschaft prägend - Schutzumfang: gesamtes Objekt - Denkmaltyp: Gründenkmal | [[Vorlage:Bilderwunsch/code!/O:Gut Seedorf: Hornsdorfer Allee!/C:54.049844,10.404712!/D:Ortsteil Seedorf Am Thiergarten, Gut Seedorf: Hornsdorfer Allee!/\|BW]]                |
| 19892 Wikidata | Ortsteil Schulbusch Himmelsallee (54° 2′ 39″ N, 10° 24′ 35″ O)     | Zufahrtsallee zum Torhaus Seedorf      | Alteintragung (Aktualisierung vorgesehen) - Begründung: geschichtlich, Kulturlandschaft prägend - Schutzumfang: gesamtes Objekt - Denkmaltyp: Gründenkmal | [[Vorlage:Bilderwunsch/code!/O:Zufahrtsallee zum Torhaus Seedorf!/C:54.044289,10.409851!/D:Ortsteil Schulbusch Himmelsallee, Zufahrtsallee zum Torhaus Seedorf!/\|BW]]         |
| 24695          | Kirchstraße 1 (54° 2′ 24″ N, 10° 23′ 27″ O)                        | Pastoratsgartenallee                   | Pastoratsgartenallee; 1810; Lindenallee von der Kirche zum ehem. Pastorat - Begründung: geschichtlich, städtebaulich, Kulturlandschaft prägend - Schutzumfang: gesamtes Objekt - Denkmaltyp: Gründenkmal | BW |
| 12573 Wikidata | Ortsteil Schlamersdorf Kirchstraße 5 (54° 2′ 24″ N, 10° 23′ 26″ O) | Kirchhof                               | Alteintragung (Aktualisierung vorgesehen) - Begründung: geschichtlich, Kulturlandschaft prägend - Schutzumfang: Kirchhof, Grabmale bis 1870, Feldsteinböschungsmauer, Lindenkranz um Kirchhofserweiterung - Denkmaltyp: Gründenkmal, Sachgesamtheit: Kirche Schlamersdorf                                                                     | [[Vorlage:Bilderwunsch/code!/O:Kirchhof!/C:54.039974,10.390499!/D:Ortsteil Schlamersdorf Kirchstraße 5, Kirchhof!/\|BW]]                                                       |

## Ehemalige Kulturdenkmale
| Objekt-ID | Lage                                                        | Offizielle Bezeichnung       | Beschreibung | Bild |
| --------- | ----------------------------------------------------------- | ---------------------------- | ------------ | --- |
|           | Ortsteil Hornsdorf Seekaten 1 (54° 3′ 40″ N, 10° 22′ 57″ O) | Wohn- und Wirtschaftsgebäude |              | [[Vorlage:Bilderwunsch/code!/O:Wohn- und Wirtschaftsgebäude!/C:54.061159,10.382534!/D:Ortsteil Hornsdorf Seekaten 1, Wohn- und Wirtschaftsgebäude!/\|BW]] |

## Quelle
- Liste der Kulturdenkmale in Schleswig-Holstein – Kreis Segeberg

- Karte mit allen Koordinaten:
- OSM |
- WikiMap